# Piz Vallatscha
Piz Vallatscha är en bergstopp i Schweiz.   Den ligger i regionen Engiadina Bassa/Val Müstair och kantonen Graubünden, i den östra delen av landet, 220 km öster om huvudstaden Bern. Toppen på Piz Vallatscha är 3 021 meter över havet, eller 188 meter över den omgivande terrängen. Bredden vid basen är 2,5 km.
Terrängen runt Piz Vallatscha är bergig åt nordost, men åt sydväst är den kuperad. Runt Piz Vallatscha är det glesbefolkat, med 10 invånare per kvadratkilometer.. Närmaste större samhälle är Scuol, 14,2 km norr om Piz Vallatscha. 
Trakten runt Piz Vallatscha består i huvudsak av gräsmarker.